# 清平彝族乡
清平彝族乡，是中华人民共和国四川省宜宾市屏山县下辖的一个乡镇级行政单位。

## 行政区划
清平彝族乡下辖以下地区：
星星村、英雄村、烂田村、民族村、冒水村、大石村、岩坪村、龙宝村、前山村和后山村。